# Calais
Calais (flamsko Cales, nizozemsko Kales) je mesto in občina v severni francoski regiji Nord-Pas-de-Calais, podprefektura departmaja Pas-de-Calais. Leta 2009 je mesto imelo 74.336 prebivalcev.

## Geografija
Mesto leži ob Dovrskih vratih najožji točki Rokavskega preliva. V bližnjem kraju Coquelles se nahaja francoski terminal predora pod Rokavskim prelivom.
Stari del mesta (Calais-Nord) se nahaja na umetnem otoku, obkroženem s kanali in pristanišči. Novejši (Saint Pierre) zavzema južni in jugovzhodni del.

## Administracija
Calais je sedež štirih kantonov:
- Kanton Calais-Center (del občine Calais, občini Les Attaques, Coulogne),
- Kanton Calais-Jugovzhod (del občine Calais),
- Kanton Calais-Severozahod (del občine Calais, občine Bonningues-lès-Calais, Coquelles, Escalles, Fréthun, Nielles-lès-Calais, Peuplingues, Saint-Tricat, Sangatte),
- Kanton Calais-Vzhod (del občine Calais, občina Marck).

Mesto je prav tako sedež okrožja, v katerega je poleg njegovih vključen kanton Guînes s 118.239 prebivalci.

## Zgodovina
Calais, prvotno ribiško naselje, je s prihodom flandrijskih grofov konec 10. stoletja postal pomembno pristanišče. Leta 1224 so mu boulognski grofje dodali obzidje. Zaradi pomorskega trgovanja z Dovrom in strateškega položaja je postal ključna točka v Stoletni vojni, ko so ga po 11-mesečnem obleganju v letu 1347 zasedli Angleži in vanj naselili svoje ljudi. Postal je sestavni del Anglije vključno z lastnim izbiranjem predstavnika za Spodnji dom Angleškega parlamenta (1372). V tem času je dobil naziv "najsvetlejšega dragulja Angleške krone" zahvaljujoč uvažanju kositra, svinca, tekstila in volne. Konec angleške vladavine nad Calaisom je prišel 7. januarja 1558, ko so ga zavzeli Francozi. Ozemlje okoli mesta (Calaisis) se je v spomin na vrnitev k Franciji preimenovalo v Pays Reconquis ("znova osvojeno ozemlje"). Leta 1596 je bil Calais zavojevan s strani Špancev iz sosednjega ozemlja Španskih Nizozemsk, vendar že leta 1598 s sporazumom v Vervinsu vrnjen Franciji. Med Napoleonskimi vojnami je bil na frontni črti v konfliktu z Združenim kraljestvom; leta 1805 je gostil francoske vojake in floto, pripravljene na nikoli začeto invazijo na Britansko otočje. Britanci so se vrnili v Calais med prvo svetovno vojno zaradi bližine fronte v Flandriji, ko je bilo mesto ključno za oskrbo z orožjem in okrepitvami na Zahodni fronti. Med drugo svetovno vojno je bil praktično porušen do tal. V maju 1940 je postal prizorišče zadnjih obrambnih akcij, ki so pripomogle k umiku poražene angleške vojske iz bližnjega Dunkerquea preko Calaisa v Anglijo.

## Znamenitosti
- stražni stolp iz 13. stoletja,
- Notredamska cerkev (13.-15. stoletje),
- citadela (16. stoletje),
- Fort Risban (prvotno 1346, preoblikovan v 17. stoletju),
- zvonik - beffroi mestne hiše, skupaj z ostalimi podobnimi stolpi v Belgiji in Franciji uvrščen na UNESCOv seznam svetovne kulturne dediščine.

## Pobratena mesta
- Bardejov (Slovaška),
- Brăila (Romunija),
- Dover (Združeno kraljestvo),
- Duisburg (Nemčija),
- Rīga (Latvija),
- Wismar (Nemčija).